# Mecha (distrikt i Etiopien)
Mecha är ett distrikt i Etiopien. Det ligger i den nordvästra delen av landet, 300 km nordväst om huvudstaden Addis Abeba.